# Lenguas de los Países Bajos

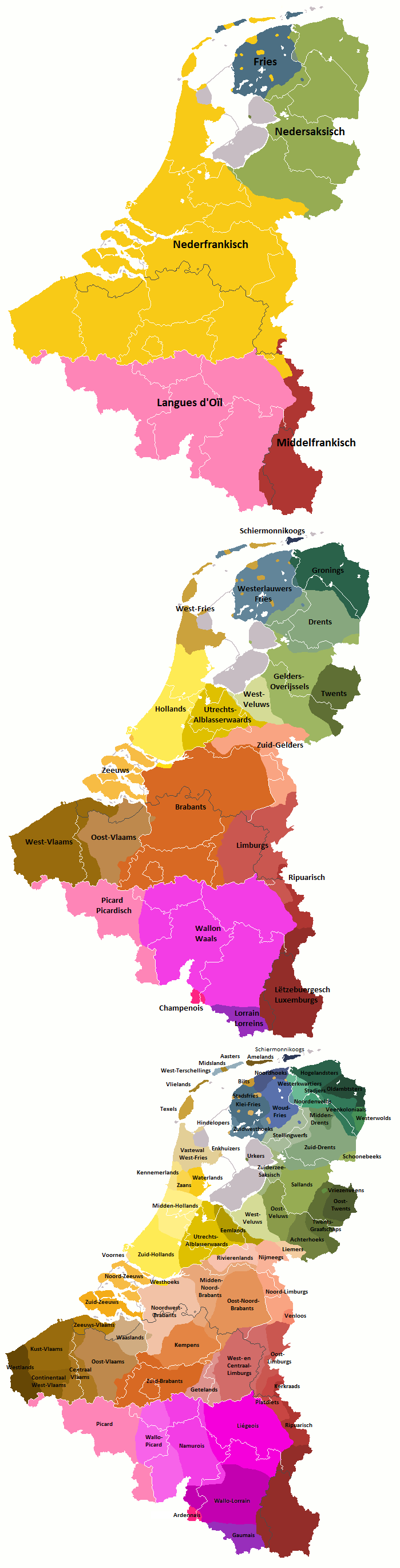
Idiomas minoritarios, regionales y dialectos en los países del Benelux.

El idioma oficial de los Países Bajos es el neerlandés, hablado por más del 98 % de la población del país. El neerlandés también es hablado y tiene estatus de oficialidad en Aruba, Bonaire, Bélgica, Curazao, Saba, Sint Eustatius, Sint Maarten y Surinam. Es una lengua germánica occidental, perteneciente a la rama de las lenguas bajofranconias, que se originó en la Alta Edad Media (c. 470) y se estandarizó en el siglo XVI.
También hay algunos idiomas y dialectos regionales reconocidos:
- El frisón occidental, cooficial en la provincia de Frisia, con aproximadamente 450.000 hablantes.[1]
- El inglés, oficial en los municipios especiales de Saba y Sint Eustatius, donde la mayor parte de la educación es solo en inglés, con algunas escuelas bilingües, así como en los estados autónomos de Curazao y Sint Maarten.
- El papiamento, oficial en el municipio especial de Bonaire. También es el idioma nativo en los estados autónomos de Curazao y Aruba.

- Varios dialectos del bajo sajón neerlandés (Nederlands Nedersaksisch en neerlandés) se hablan en gran parte del noreste del país y están reconocidos como idiomas regionales de acuerdo con la Carta Europea de las Lenguas Minoritarias o Regionales. El bajo sajón es hablado por 1 798 000 personas.[2]

- Otro dialecto bajofranconio es el limburgués, hablado en la provincia sudoriental de Limburgo por alrededor de 825.000 personas. Aunque hay movimientos para que el limburgués sea reconocido como lengua oficial (que han tenido diferentes grados de éxito), es importante señalar que, de hecho, el limburgués consta de muchos dialectos diferentes que comparten algunos aspectos comunes, pero que son bastante diferentes.[3]

Sin embargo, tanto el bajo sajón como el limburgués se extendieron a través de la frontera entre Alemania y los Países Bajos y pertenecen a un continuo dialectal.
Los Países Bajos también tienen su lengua de signos separada, llamada Nederlandse Gebarentaal (NGT). Aún está pendiente de reconocimiento y cuenta con 17.500 usuarios.
Existe una tendencia al aprendizaje de lenguas extranjeras en los Países Bajos: entre el 90% y el 93% de la población total puede conversar en inglés, el 71% en alemán, el 29% en francés y el 5% en español.